# 燒肉酒家惠比壽食物中毒事件
燒肉酒家惠比壽食物中毒事件（日語：焼肉酒家えびすユッケ集団食中毒事件）是日本於2011年4至5月發生的大規模食物中毒事件  。日本的烤肉連鎖店“燒肉酒家惠比壽”的生牛肉拌飯造成57人食物中毒，其中因0111型大腸桿菌等引起的溶血性尿毒症症候群（HUS）症狀、或疑似此症的重症病患，共有23人，其中2人死亡（後增至5人）。
2011年5月4日，富山縣首先發表縣內一名40多歲婦女於4月23日食用燒肉酒家惠比壽的生牛肉後，26日腹痛、27日便血住院、30日死亡，隨後富山縣又發表其他兩名吃了生牛肉死亡的案件。
除富山外，福井縣、神奈川縣亦有病例產生，其中福井縣一名被家人帶到該店慶祝6歲生日的男孩死亡。

## 後續調查
「燒肉酒家惠比壽」經營商位於石川縣，厚生省檢驗過該店生肉樣本，發現4月16日購入的一批生肉，大腸桿菌含量超出法定標準，因此該批牛肉根本不適合作為生食。Foods Forus承認自2009年7月起，沒有再對生肉進行細菌檢測。隨中毒事件鬧大，東京一帶的烤肉店紛紛停售生肉食品。日本厚生省已決定重新檢討生牛肉的衛生標準。